# یخچال بالتورو
یخچال بالتورو (انگلیسی: Baltoro Glacier) با طول ۶۳ کیلومتر، یکی از طولانی‌ترین یخچال‌های طبیعی خارج از سرزمین‌های قطبی است. این یخچال در بلتستان واقع در منطقه گلگت-بلتستان در کشور پاکستان و در بخشی از کوه‌های قراقروم قرار دارد.

## نگارخانه

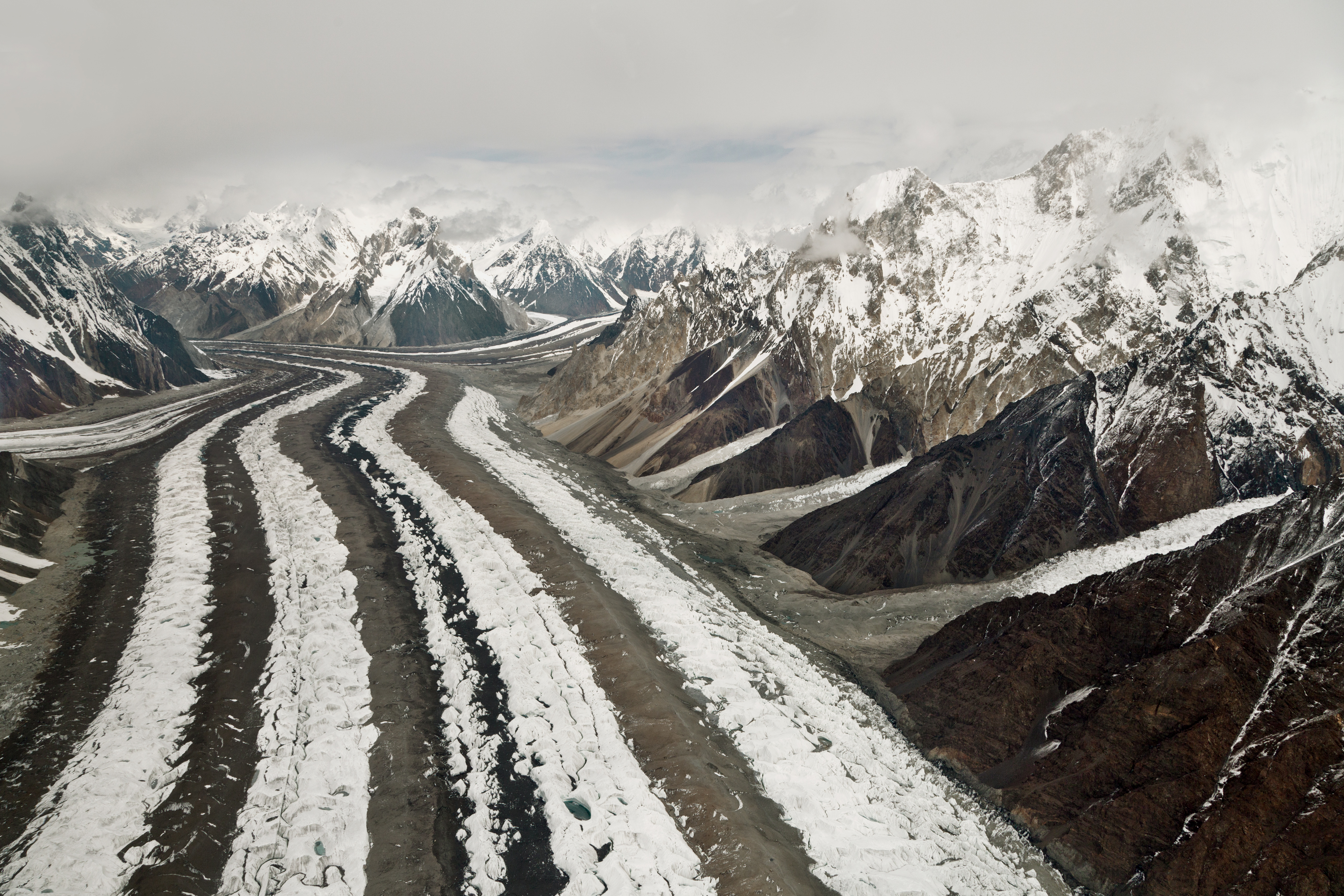
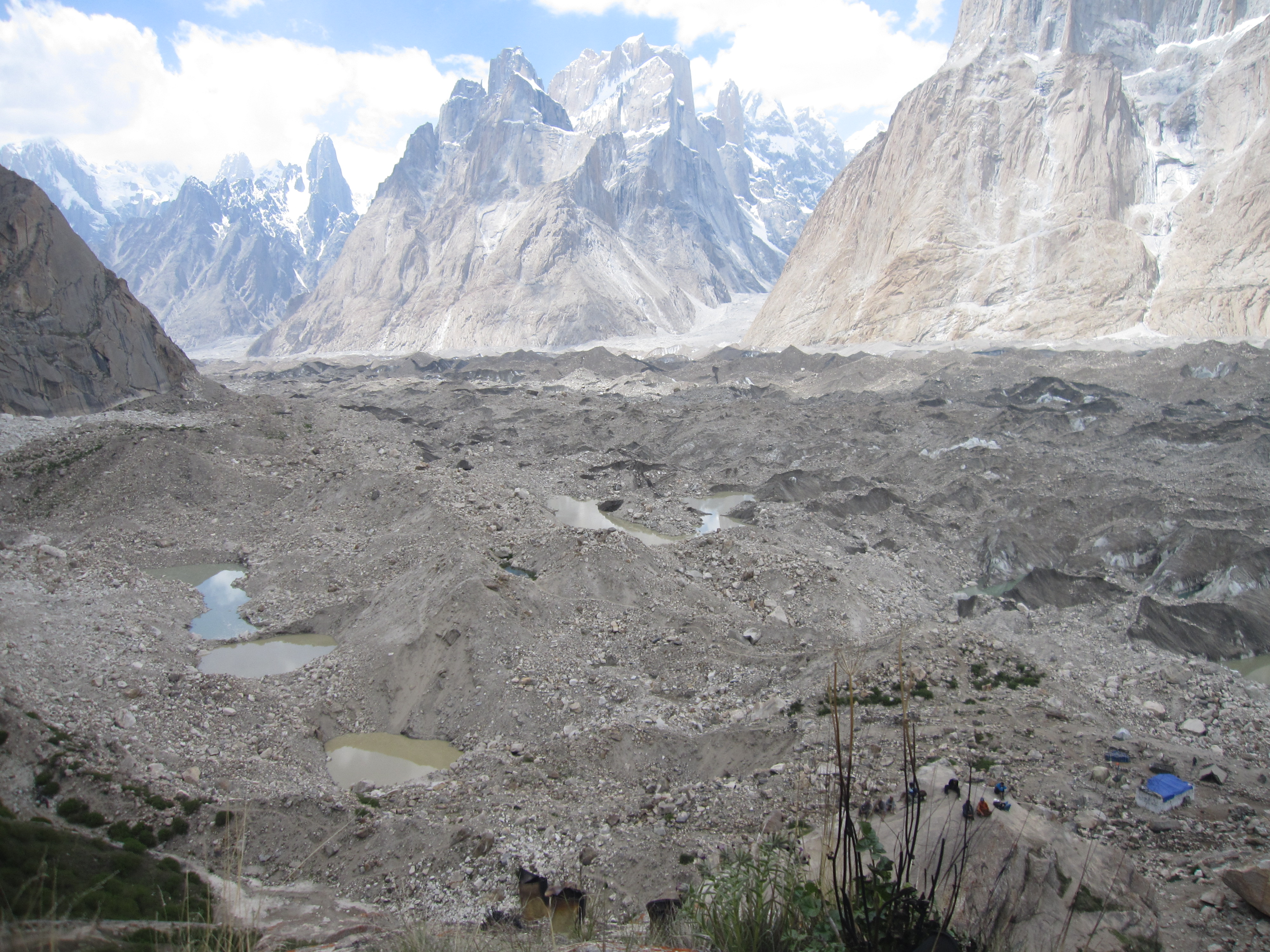
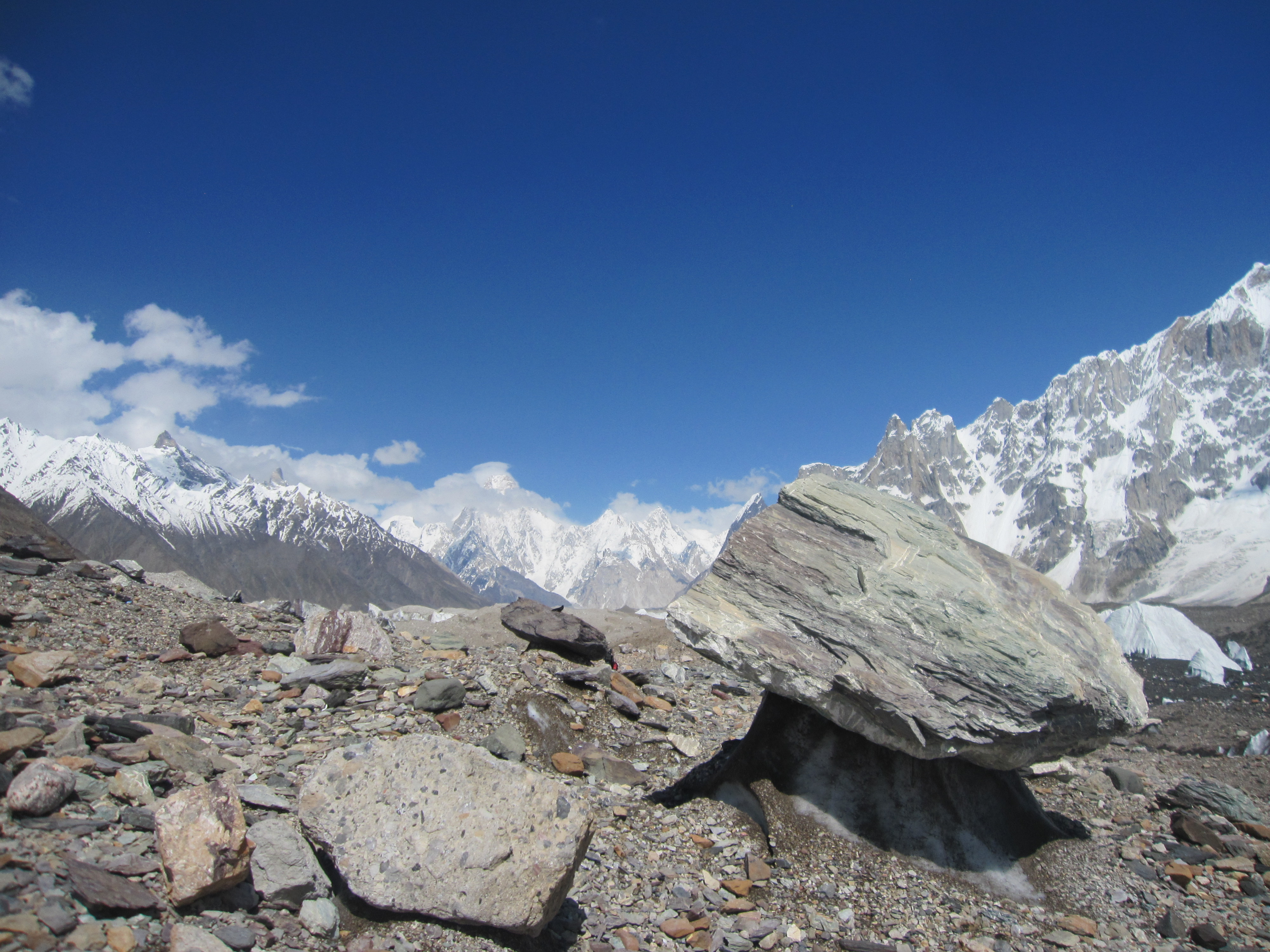